# Novichok
Novichok là nhóm chất độc thần kinh được Liên Xô phát triển trong thập niên 1970 và 1980. Có lẽ đây là một trong những chất độc hại nhất từng được chế tạo, với nhiều phiên bản độc từ 5 đến 8 lần VX. Chúng được triển khai như một phần của chương trình có tên mã là "Foliant". Trong tất cả các phiên bản, chất hứa hẹn có nhiều độc lực theo quan điểm quân sự là A-232 (Novichok-5). Để điều trị có thể dùng Atropine.
Trong khi các chất Novichok chưa bao giờ được sử dụng trên chiến trường, Thủ tướng Anh Theresa May cho biết một chất độc thần kinh này được sử dụng trong vụ đầu độc Sergei và Yulia Skripal ở Salisbury, Anh vào ngày 4 tháng 3 năm 2018.
Sự tồn tại của các chất độc này được giữ kín để không bị quốc tế lên án, nhưng được biết đến qua sự tiết lộ của nhà khoa học Vil S. Mirzayanov. Trong năm 1999 các chuyên gia Hoa Kỳ đã tham dự vào việc khử nhiễm một lò sản xuất ở Uzbekistan.

## Chất độc
Các thành phần hoạt tính của nhóm xuất phát từ chất A-230. Nó hiệu quả gấp 5 đến 8 lần so với VX. Bắt đầu từ A-230, trong số những thứ khác, A-232 đã được phát triển, được biết đến dưới cái tên Nowitschok 5. Các thành phần hoạt tính của nhóm Nowitschok có thể ở dạng rắn và lỏng và có thể nhập vào cơ thể bằng cách tiêm, hít hoặc qua da. A-230 và A-232 xâm nhập vào hàng rào máu não và nhanh chóng đi vào hệ thần kinh trung ương từ hệ tuần hoàn. Trong vòng vài phút sự ức chế cholinesterase không thể đảo ngược được.